# 奧菲斯紀念碑
奧菲斯紀念碑（是一座古羅馬紀念碑，位於斯洛文尼亞普圖伊，高約5公尺（16 英尺），寬約1.8公尺（5 英尺 11 英寸），由白色波霍爾耶大理石雕刻而成。位於中心廣場斯洛文尼亞廣場，目前他是斯洛文尼亞的最古老的公共紀念碑，也是在上潘诺尼亚發現的最大羅馬紀念碑，被視為普圖伊的象徵。
紀念碑最初是一個墓碑，建於公元2世紀，以紀念羅馬普圖伊的政務官（市長）馬庫斯·瓦萊里烏斯·沃盧蘇斯（Marcus Valerius Verus） 。在中世紀，奧菲斯紀念碑被用作手銬。罪犯被綁在其下部的鐵環上的支撐物。自2008年3月起，奧菲斯紀念碑被指定具有國家文化古蹟地位。
紀念碑中央的浮雕描繪了奧菲斯在希臘神話中的場景，當奧菲斯在哀悼失去的愛人歐律狄刻的同時彈奏七弦琴。其他浮雕描繪了希臘-埃及神塞拉皮斯，他象徵著復活的希望。紀念碑的每個角落都有一隻俯臥的獅子在啃一隻公羊的頭。在此之下，鼓室中的浮雕則描繪了月亮女神塞勒涅，俯身在她死去的情人恩底彌翁身上。不過受到歷史風化的影響，目前所有的浮雕和銘文都被嚴重侵蝕。

## 外部連結
- 维基共享资源上的相關多媒體資源：奧菲斯紀念碑